# Феррерас-де-Арріба
Феррерас-де-Арріба (ісп. Ferreras de Arriba) — муніципалітет в Іспанії, у складі автономної спільноти Кастилія-і-Леон, у провінції Самора. Населення — 472 особи (2010).
Муніципалітет розташований на відстані близько 270 км на північний захід від Мадрида, 60 км на північний захід від Самори.
На території муніципалітету розташовані такі населені пункти: (дані про населення за 2010 рік)
- Феррерас-де-Арріба: 329 осіб
- Вільянуева-де-Вальрохо: 143 особи

## Демографія
Динаміка населення (INE ):

## Галерея зображень

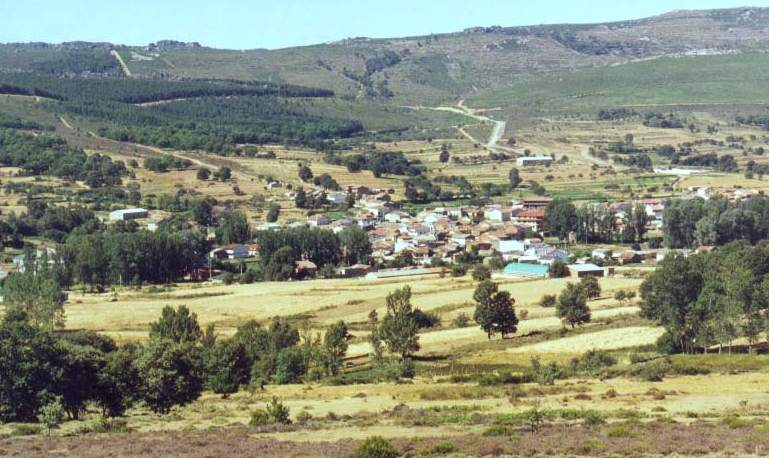
Панорама
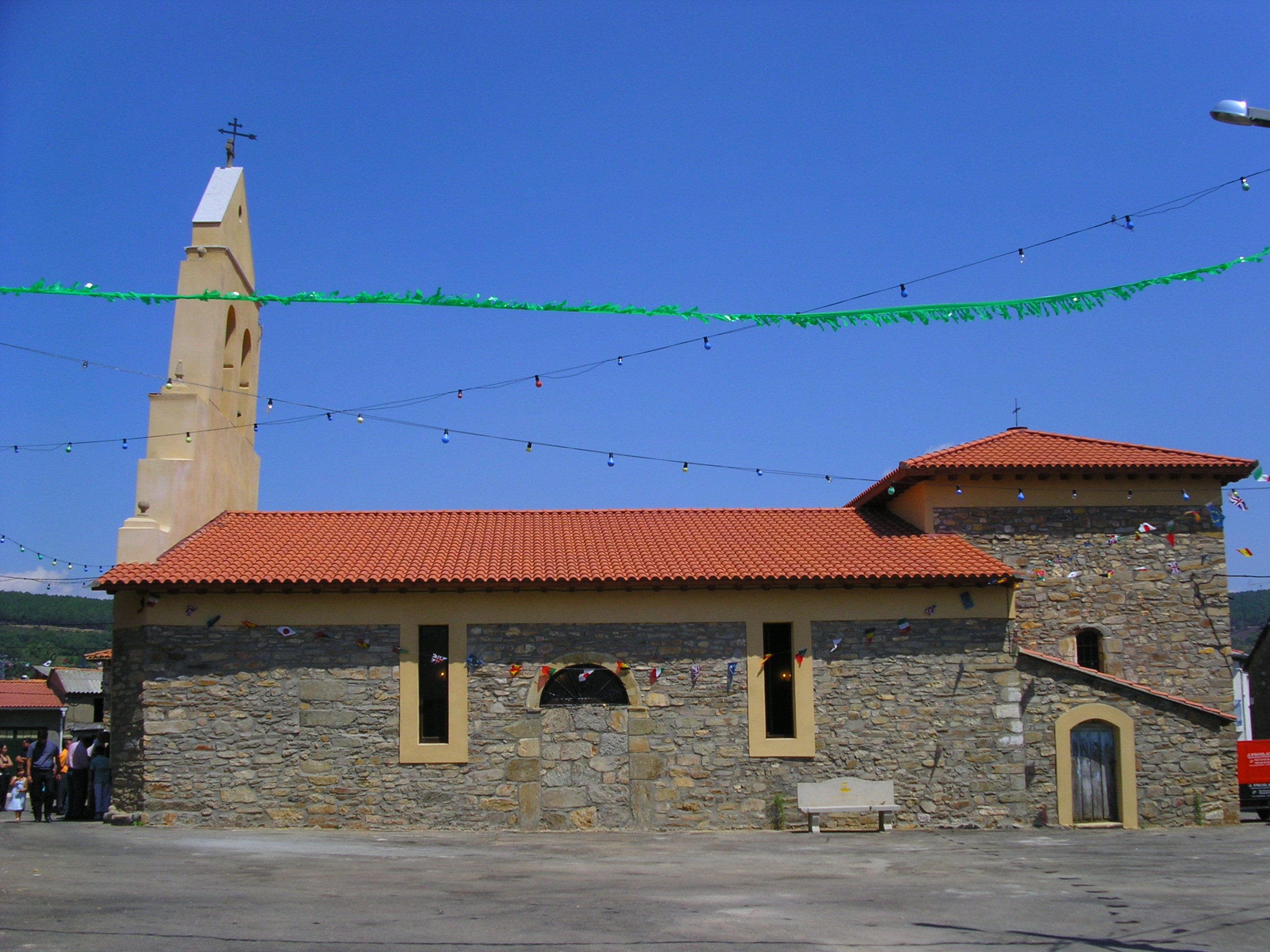
Церква у Феррерас-де-Арріба
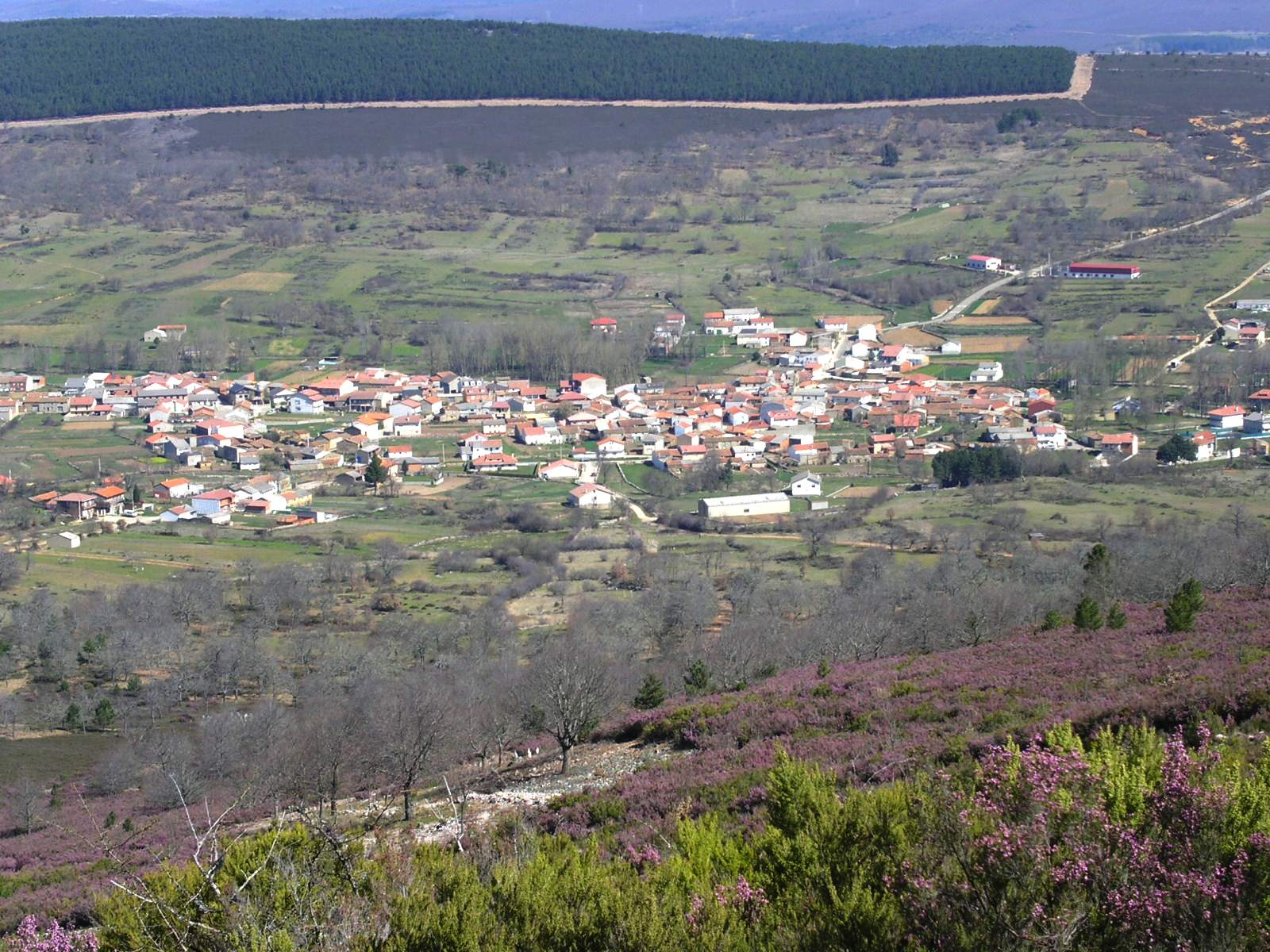
Феррерас-де-Арріба